# Fuerzas Populares Revolucionarias Lorenzo Zelaya
Fuerzas Populares Revolucionarias Lorenzo Zelaya (Revolutionaire Strijdkrachten Populatie Lorenzo Zelaya) was een illegale politiek-militaire beweging in Honduras. FPRLZ werd opgericht in 1980 door dissidenten van PCMLH. FPRLZ werd geïnspireerd door de Nicaraguaanse Revolutie van 1979, en in tegenstelling tot de traditionele communistische partijen (de PCH en PCMLH), pleitte de FPRLZ voor een guerrillastrijd.
De partij onderhield relaties met de Salvadoraanse Fuerzas Populares de Liberación, en later met FMLN. In 1990 voegde de FPRLZ zich samen met andere dissidenten, die gezamenlijk de Partido Renovación Patriótica vormden. FPRLZ is vernoemd naar de Lorenzo Zelaya, die werd vermoord in 1965.